# Asda
ASDA – sieć brytyjskich supermarketów, działających w Wielkiej Brytanii, oferujących artykuły spożywcze, odzież, produkty gospodarstwa domowego, w 1999 roku wykupiona przez amerykański Wal-Mart. Zajmuje trzecie miejsce na rynku sklepów spożywczych.
ASDA jest największą spółką zależną od Wal-Mart poza USA. Sieć składa się z 21 hipermarketów, 243 supermarketów, 43 sklepów dużej wielkości. Sieć zatrudnia 150 000 osób. Tygodniowo odwiedza ją 7,7 mln klientów (2008).

## ASDA Mobile

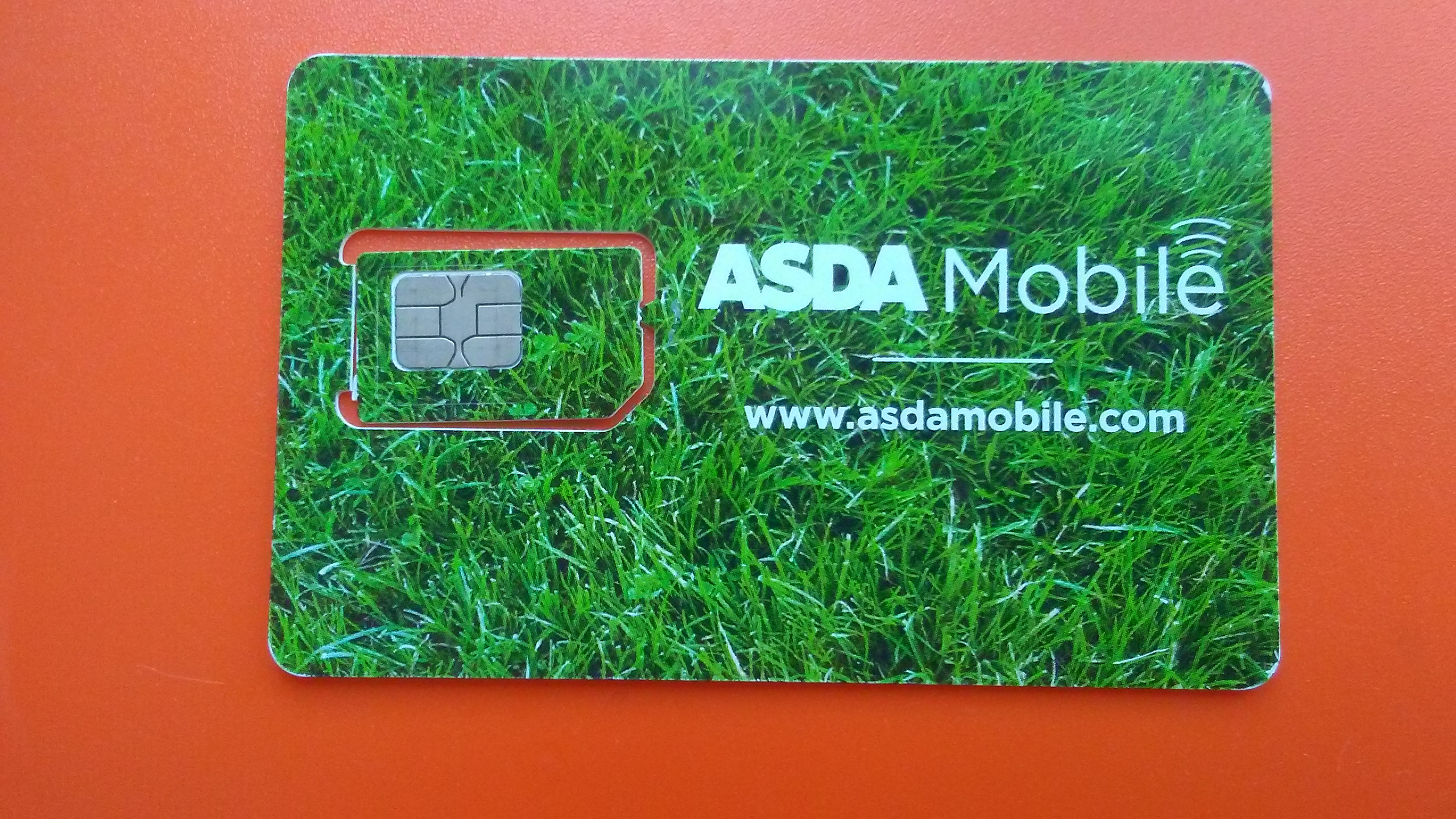
Karta SIM ASDA Mobile

Od 2007 roku firma prowadzi telefonię komórkową w modelu MVNO. Od 2013 roku operatorem infrastrukturalnym ASDA Mobile jest EE, wcześniej firma miała podpisaną umowę z Vodafone.